# Букет Чувашии
ОАО «Букет Чувашии» — российская пивоваренная компания, расположенная в городе Чебоксары, Чувашская Республика. Производит пиво, квас, лимонад и минеральную воду.
Собственник компании — Закрытое акционерное общество «АГРО-ИНВЕСТ» (Чебоксары; владелец — Мешков, Олег Вадимович.).
Прежнее название — Чебоксарский пивоваренный завод.

## История компании

### Советский период
Чебоксарский пивоваренный завод был построен в 1969—1974 годах. Первая продукция (разливное пиво в бочках) была выпущена 17 ноября 1974 года. В январе 1975 года запущен цех безалкогольных напитков и кваса. С февраля 1975 года начали разливать пиво в бутылки. В первые годы работы завода был освоен выпуск 6 стандартизированных советских сортов пива — «Жигулёвское», «Мартовское», «Славянское», «Московское», «Рижское» и «Бархатное».
В 1987 году начат розлив минеральной воды, получаемой из пробурённой на территории предприятия 200-метровой скважины. По химическому составу вода относится к маломинерализированной. Вода минеральная природная «Чебоксарская-1» хлоридно-сульфатно-натриевая по основному ионно-солевому составу относится к лечебно-столовым.

### Постсоветский период
В пивоваренный завод был приватизирован и реорганизован в АООТ «Пивзавод Чебоксарский», а в дальнейшем в ОАО ЧПФ «Букет Чувашии».
В 1996 года пущен в эксплуатацию туннельный пастеризатор, начат выпуск пастеризованного пива. В 1997 году установлена линия по розливу пива в кеги, в этом же году освоен выпуск безалкогольных напитков в ПЭТ бутылки.
В 2001—2002 годах произведена модернизация варочного цеха — было установлено технологическое оборудование производства немецкой фирмы «Штайнекер», входящей в концерн «Krones AG».
В 2006 году предприятие освоило новый вид продукции — квас натурального брожения в ПЭТ-упаковке (марки «Букет Чувашии» и «Литовский»). В том же году начато производство двух новых сортов пива под торговой маркой «Пенная Коллекция»: «Пенное Крепкое» и «Пенное Пшеничное».
В начале 2007 года вступила в строй линия по розливу пива в алюминиевые банки. С апреля 2007 года появились новые сорта кваса торговой марки «Букет Чувашии» — «Домашний», «Окрошечный» и новой торговой марки «Славен»; выпущен новый детский «Киндер квас» на основе натурального яблочного сока. Питьевая вода «Букет Чувашии» и минеральная вода «Русский родник» стали разливаться в ПЭТ-бутылки ёмкостью 0,5 л, 1,5 л, 5 л, а также 18,9 литров.
По состоянию на конец 2008 года завод представляет собой полностью интегрированное предприятие с солодовней, варочным, бродильным, лагерным, холодильно-компрессорным отделениями и цехом розлива.

## Tорговые марки и сорта пива

#### Пенная коллекция™
- Пенное Золото - Алкоголь 5.2 %, Экстрактивность начального сусла 13 %
- Пенное Серебро - Алкоголь 4.7 % Экстрактивность начального сусла 12 %
- Пенное Крепкое - Алкоголь 7.1 % Экстрактивность начального сусла 16 %
- Пенное Мягкое - Алкоголь 3.5 % Экстрактивность начального сусла 10 %
- Пенное Пшеничное - Алкоголь 5 % Экстрактивность начального сусла 12 %
- Пенная Прохлада - Алкоголь 4.6 % Экстрактивность начального сусла 11 %
- Пенный Бархат - Алкоголь 5.8 % Экстрактивность начального сусла 14 %
- Пенное Живое - Алкоголь 4.7 % Экстрактивность начального сусла 12 %
- Пенное Безалкогольное - Алкоголь не более 0.5 % Экстрактивность начального сусла 6 %

#### Породистый крафт™
- Порода WEISS - Алкоголь 5.1 % Экстрактивность начального сусла 14 %
- Порода IPA - Алкоголь 7.0 % Экстрактивность начального сусла 16 %
- Порода STOUT - Алкоголь 7.0 % Экстрактивность начального сусла 16 %
- Порода ALE - Алкоголь 5.2 % Экстрактивность начального сусла 13 %
- Порода LAGER - Алкоголь 5.0 % Экстрактивность начального сусла 12 %

#### Кĕр Сăри™
- Кёр Сари Светлое - Алкоголь 5.3 % Экстрактивность начального сусла 13 %
- Кёр Сари Тёмное (пивной напиток) - Алкоголь 3,5 % Экстрактивность начального сусла 12 %
- Кёр Сари Пшеничное - Алкоголь 4.5 % Экстрактивность начального сусла 12 %

#### Букет Чувашии™
- Букет Чувашии - Алкоголь 6.8 % Экстрактивность начального сусла 16 %
- Чебоксарское - Алкоголь 5.1 % Экстрактивность начального сусла 13 %
- Марочное - Алкоголь 5.7 % Экстрактивность начального сусла 13 %
- Праздничный - Алкоголь 5 % Экстрактивность начального сусла 13 %
- Визитное - Алкоголь 5.1 % Экстрактивность начального сусла 13 %
- Чувашское оригинальное - Алкоголь 4.7% Экстрактивность начального сусла 15 % (1996 г.)

#### Отдельные марки
- Леди Ночь - Алкоголь 5.7 % Экстрактивность начального сусла 14 %
- Жигулёвское - Алкоголь 4.5 % Экстрактивность начального сусла 11 %
- Бельгийский Эль Вишнёвый - Алкоголь 5.0 % Экстрактивность начального сусла 12.5 %
- PILSTONE Dark (пивной напиток) - Алкоголь 3.5 % Экстрактивность начального сусла 12 %

## Музей пива
При компании «Букет Чувашии» работает один из трёх в России музеев пива, в котором собраны экспонаты, связанные с историей пивоварения.